# Grafton (Ohio)

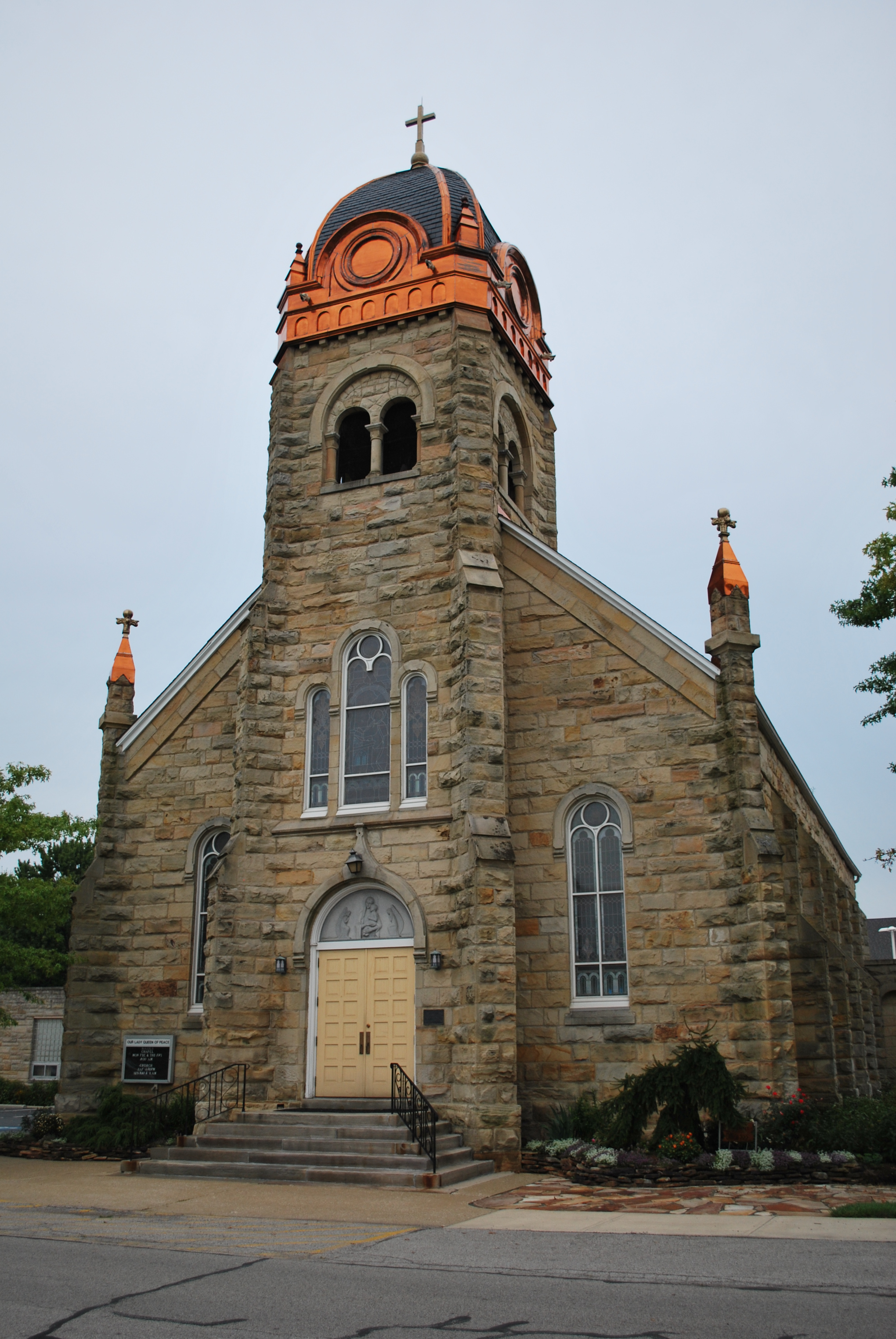
Grafton – Kościół Niepokalanego Poczęcia NMP

Grafton – wieś w USA, w hrabstwie Lorain, w stanie Ohio. W roku 1877 nazwa miejscowości została zmieniona na Grafton.

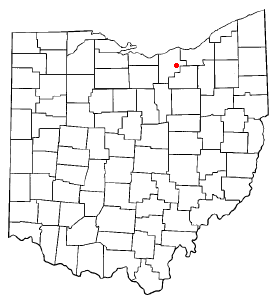
Grafton na planie stanu Ohio

W roku 2010, 10,4% mieszkańców było w wieku poniżej 18 lat, 13,7% było w wieku od 18 do 24 lat, 43,9% miało od 25 do 44 lat, 26,3% miało od 45 do 64 lat, 5,6% było w wieku 65 lat lub starszych. We wsi było 79,7% mężczyzn i 20,3% kobiet.
Liczba mieszkańców w 2010 roku wynosiła 6 636, a w 2012 roku 5931.